# Leandro Fernandes
Leandro Fernandes da Cunha (Nijmegen, 25 december 1999) is een Nederlands-Angolese voetballer die doorgaans als middenvelder speelt. Hij debuteerde in 2016 in het betaald voetbal tijdens een wedstrijd van Jong PSV.

## Carrière
Leandro Fernandes maakte op 14 oktober 2016 zijn debuut in de Eerste divisie. Hij speelde die dag een met 1–0 verloren wedstrijd met Jong PSV, uit tegen Almere City FC. Hij kwam in de 81e minuut in het veld voor Philippe Rommens. Hij voetbalde de rest van zowel dat als het volgende seizoen zijn wedstrijden in PSV –19. Fernandes verruilde de jeugdopleiding van de Eindhovense club in januari 2018 voor die van Juventus. Sinds 2018 zijn reserveteams toegevoegd aan de Italiaanse voetbalpiramide en speelt Fernandes voor Juventus U23 in de Serie C. Hij debuteerde voor dit team op de eerste speelronde op 16 september 2018, in de met 1–2 verloren thuiswedstrijd tegen US Alessandria. Na 35 minuten moest hij het veld verlaten vanwege een meniscusblessure, die hem een groot gedeelte van het seizoen aan de kant hield. In het seizoen 2019/20 werd hij verhuurd aan Fortuna Sittard, waar hij debuteerde op 21 december 2019, in de met 0–0 gelijkgespeelde thuiswedstrijd tegen Willem II. Hij speelde vijf wedstrijden voor Fortuna voor het seizoen afgebroken werd vanwege de Coronacrisis. In het seizoen 2020/21 speelde hij voor Pescara in de Serie B. In april 2021 werd zijn contract ontbonden, waarna hij in september bij PEC Zwolle aansloot. Hier speelde hij vier wedstrijden. Na een half jaar vertrok hij naar het Noorse FK Jerv, waar hij twee seizoenen speelde. In twee jaar degradeerde hij tweemaal, naar het derde niveau van Noorwegen.

## Carrièrestatistieken
| Seizoen                         | Club              | Land            | Competitie      | Competitie | Competitie | Beker | Beker | Internationaal | Internationaal | Overig | Overig | Totaal | Totaal |
| Seizoen                         | Club              | Land            | Competitie      | Wed.       | Dlp.       | Wed.  | Dlp.  | Wed.           | Dlp.           | Wed.   | Dlp.   | Wed.   | Dlp.   |
| ------------------------------- | ----------------- | --------------- | --------------- | ---------- | ---------- | ----- | ----- | -------------- | -------------- | ------ | ------ | ------ | ------ |
| 2016/17                         | Jong PSV          | Nederland       | Eerste divisie  | 1          | 0          | –     | –     | –              | –              | 0      | 0      | 1      | 0      |
| 2017/18                         | Jong PSV          | Nederland       | Eerste divisie  | 0          | 0          | –     | –     | –              | –              | 0      | 0      | 0      | 0      |
| 2018/19                         | Juventus –23      | Italië          | Serie C         | 5          | 0          | 0     | 0     | –              | –              | 0      | 0      | 5      | 0      |
| 2019/20                         | Juventus FC       | Italië          | Serie A         | 0          | 0          | 0     | 0     | –              | –              | 0      | 0      | 0      | 0      |
| 2019/20                         | → Fortuna Sittard | Nederland       | Eredivisie      | 5          | 0          | 0     | 0     | –              | –              | 0      | 0      | 5      | 0      |
| 2020/21                         | Juventus FC       | Italië          | Serie A         | 0          | 0          | 0     | 0     | –              | –              | 0      | 0      | 0      | 0      |
| 2020/21                         | Pescara           | Italië          | Serie B         | 11         | 0          | 2     | 0     | –              | –              | 0      | 0      | 13     | 0      |
| 2021/22                         | PEC Zwolle        | Nederland       | Eredivisie      | 3          | 0          | 1     | 1     | –              | –              | 0      | 0      | 4      | 1      |
| 2022                            | FK Jerv           | Noorwegen       | Eliteserien     | 15         | 0          | 1     | 0     | –              | –              | 0      | 0      | 16     | 0      |
| 2023                            | FK Jerv           | Noorwegen       | 1. divisjon     | 17         | 0          | 0     | 0     | –              | –              | 0      | 0      | 17     | 0      |
| Carrière totaal                 | Carrière totaal   | Carrière totaal | Carrière totaal | 25         | 0          | 2     | 0     | 0              | 0              | 0      | 0      | 27     | 0      |
| Bijgewerkt tot 24 februari 2024 |                   |                 |                 |            |            |       |       |                |                |        |        |        |        |